# MPG/ESO望遠鏡
MPG/ESO望遠鏡是歐洲南天天文台設置在智利拉西拉天文台的口徑2.2米的陸基望遠鏡。它是卡爾·蔡司製造，並在1984年開始運作。它是以馬克斯-普朗克學會天文研究所對歐洲南天天文台無期限貸款建造的。望遠鏡的觀測時間由ESO和MPG的觀測計畫共享，而望遠鏡的營運和維護是ESO的責任。
架望遠鏡配置了3件儀器：視野大小如同滿月的67百萬畫素的廣角影像器，已經取得許多精彩的天體影像；GROND(the Gamma-Ray Burst Optical/Near-Infrared Detector)，是用來追蹤宇宙中最強大的爆炸，伽瑪射線暴，餘暉的光學/近紅外線檢測器；還有高解析度攝譜儀，FEROS，用來研究恆星細節光纖回饋放大範圍光學攝譜儀。
在2010年11月，它發現了HIP 13044b，標誌著首度在銀河系外的星流中發現行星。

## 圖集

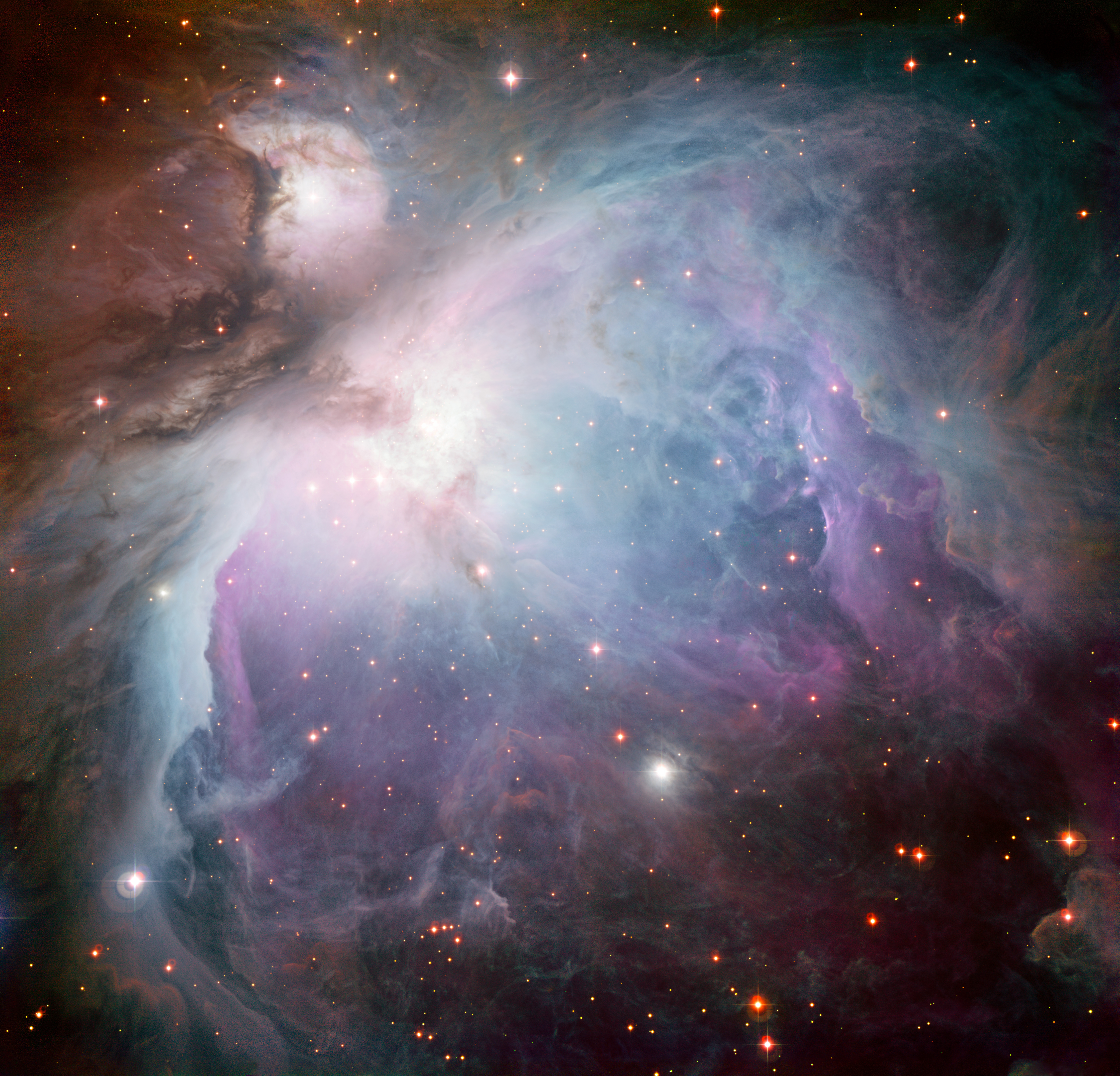
使用MPG/ESO 2.2米望遠鏡的廣角影相器捕捉到的獵戶座星雲
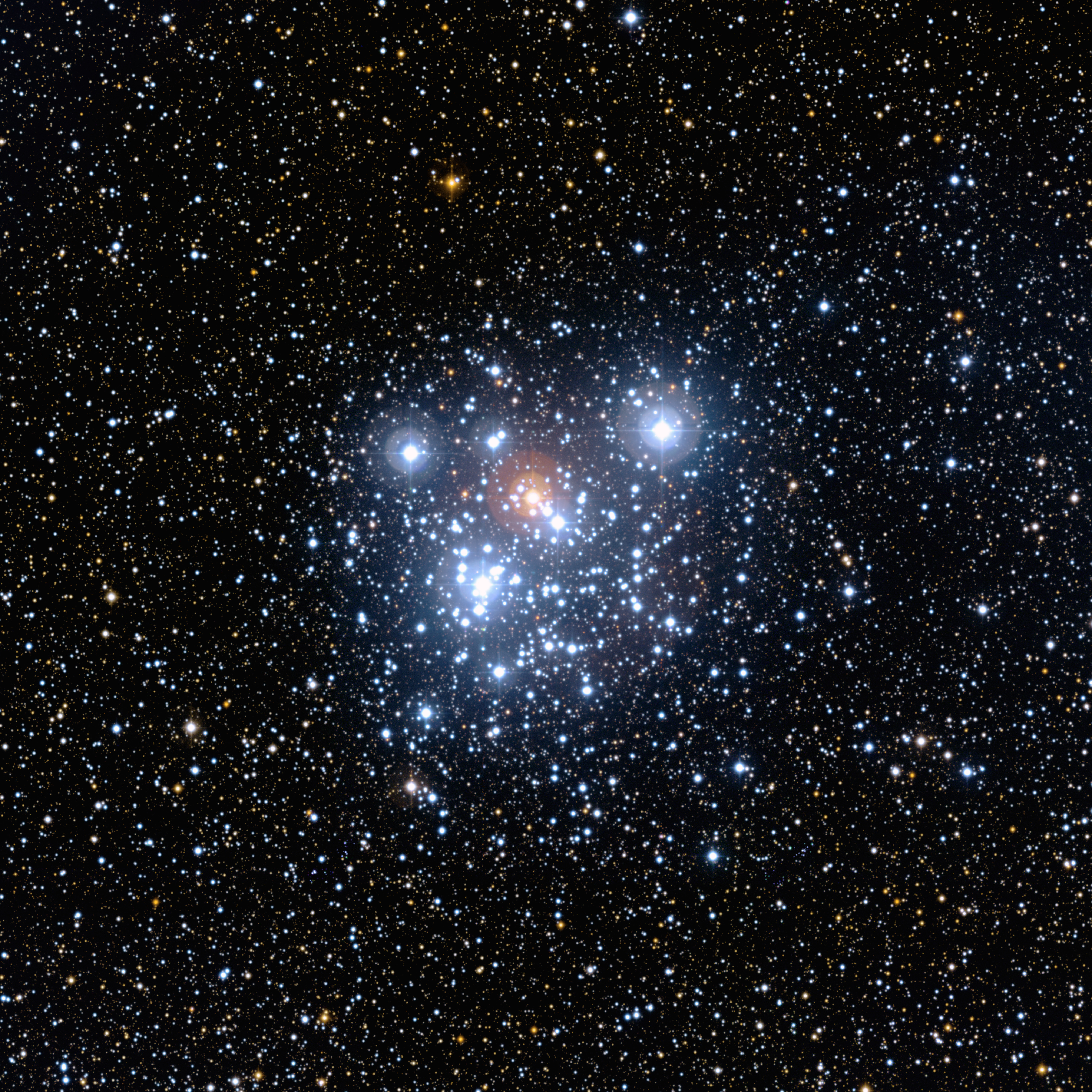
使用在MPG/ESO 2.2米望遠鏡上的廣角影相器拍攝的星圖NGC 4755 cluster或珠寶盒
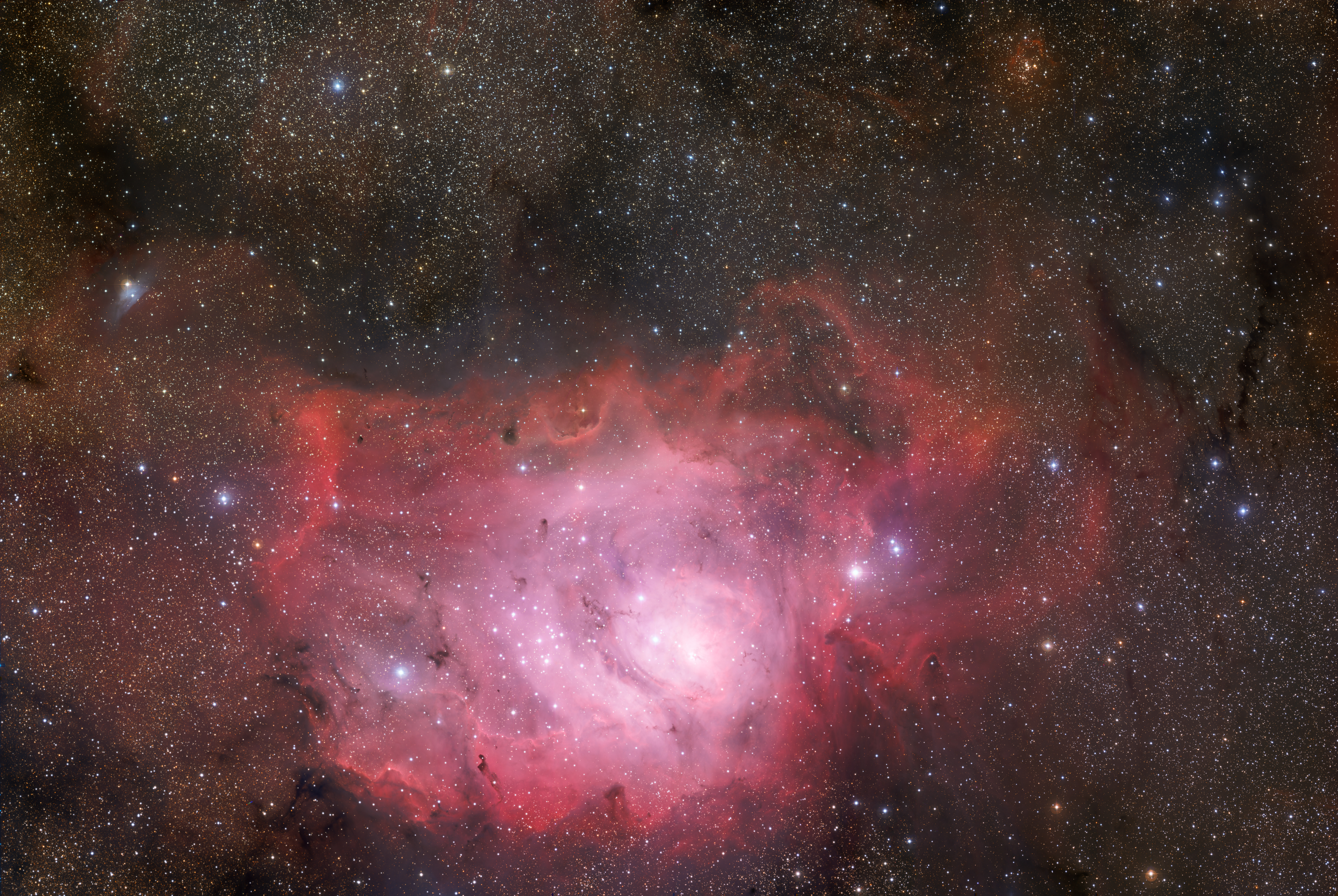
使用令人驚訝的67萬畫素廣角影相器獲得的礁湖星雲
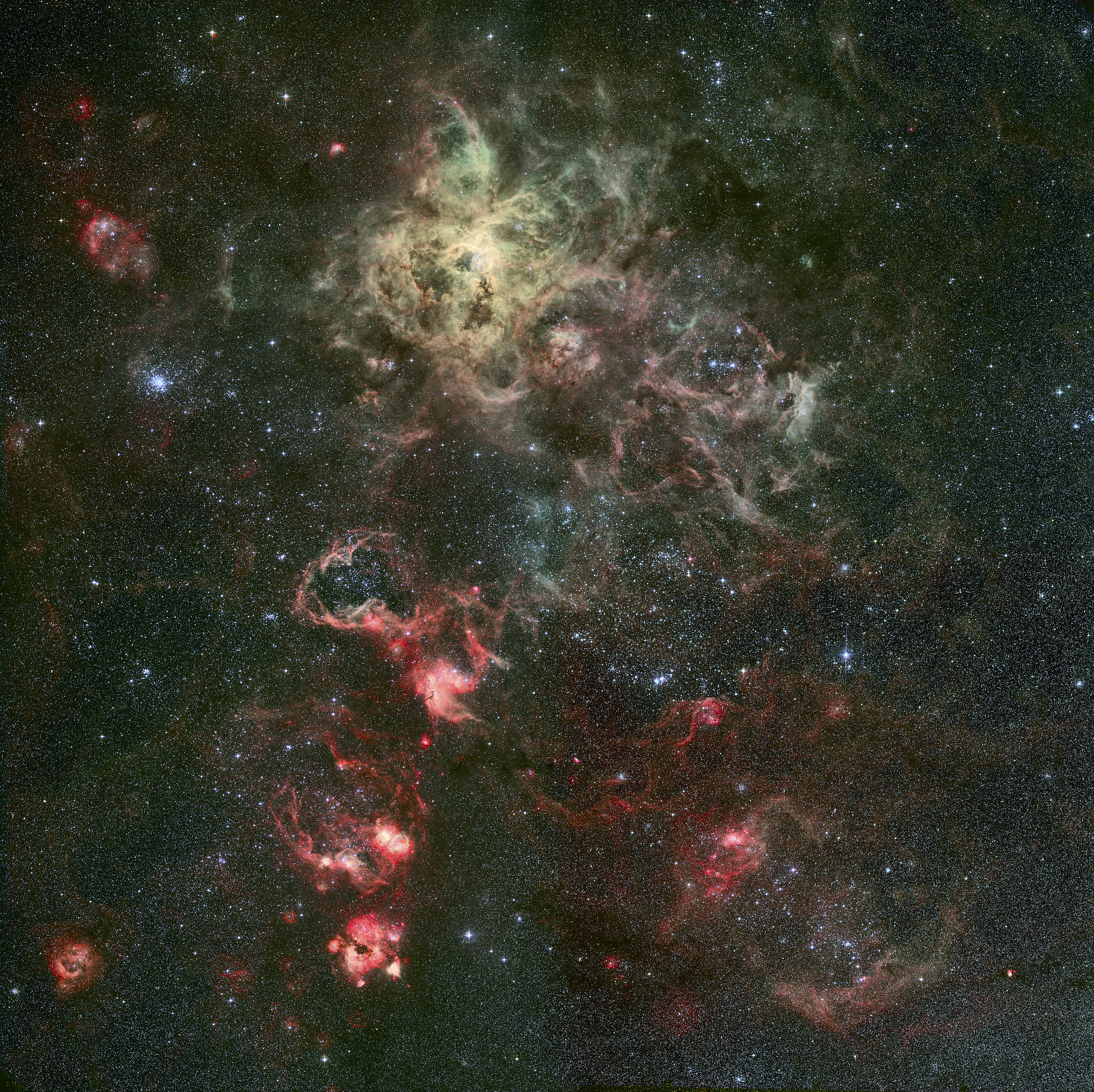
以廣角影相器的觀測為基礎，一平方度的毒蜘蛛星雲和周圍的影像
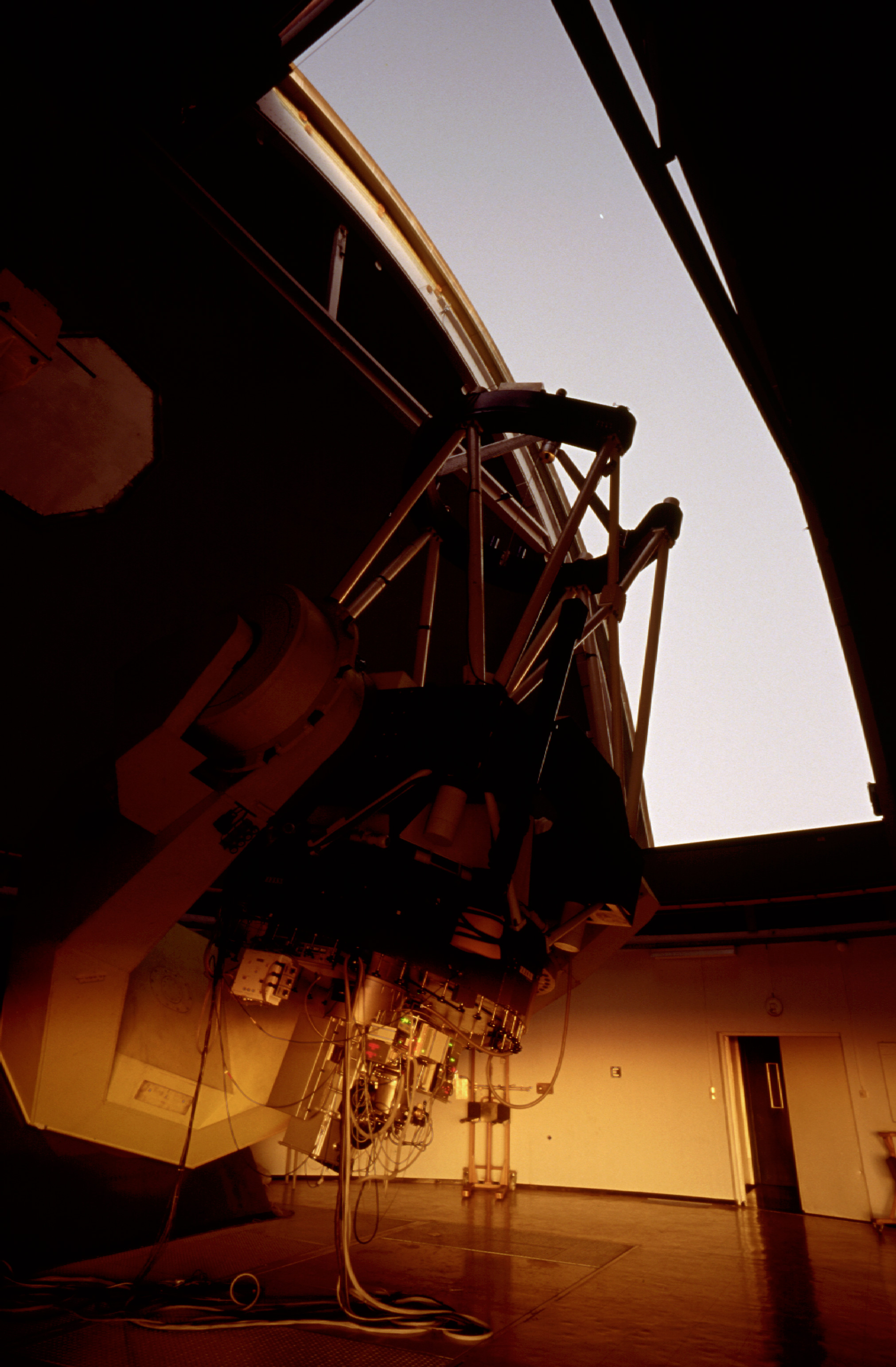
1996年在觀測室內的ESO 2.2米望遠鏡
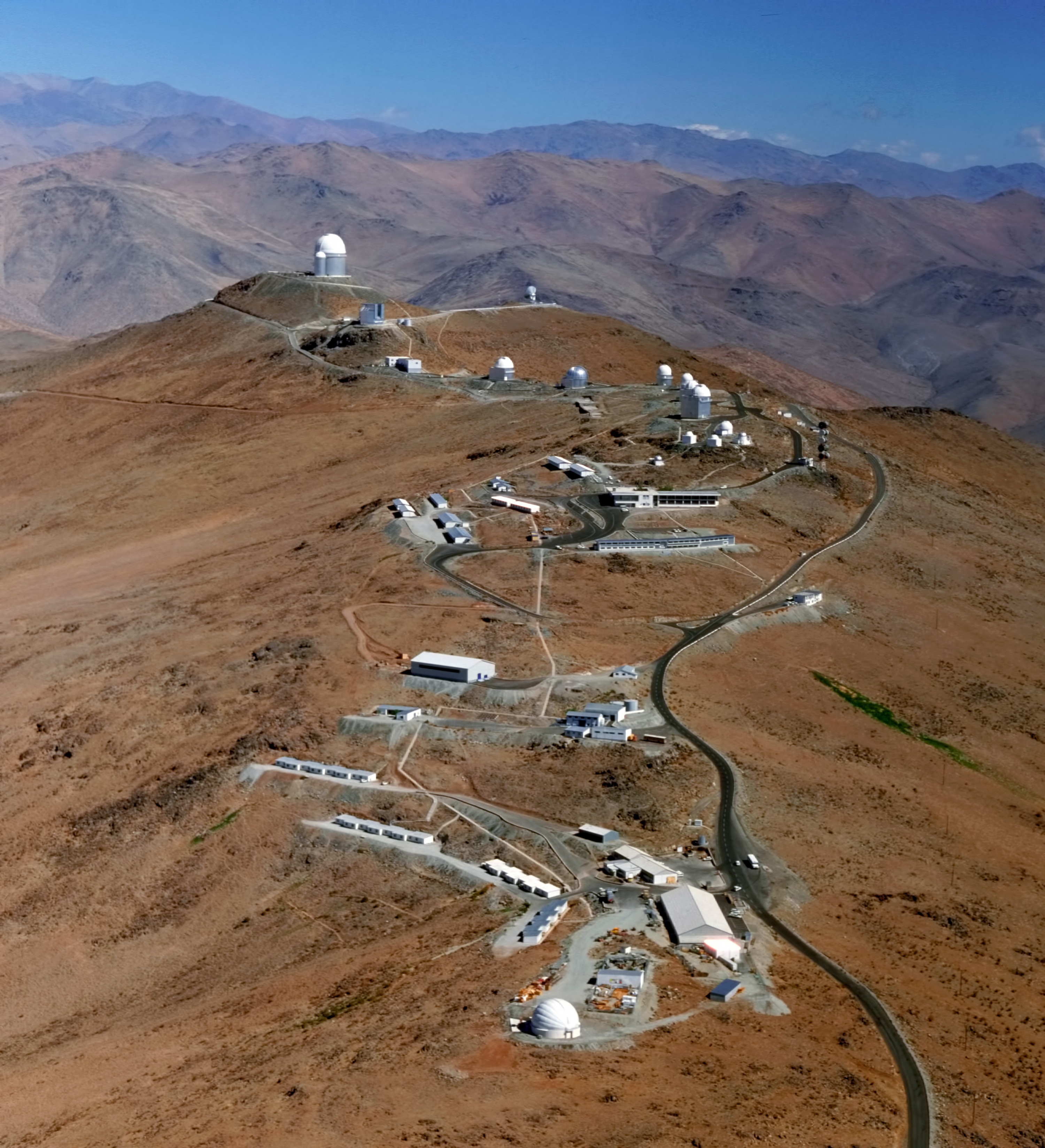
拉西拉天文台空照圖的2.2米望遠鏡